# Santa María del Campo Rus
Santa María del Campo Rus község Spanyolországban, Cuenca tartományban.  Lakosainak száma 525 fő (2024).

## Népesség
A település népessége az utóbbi években az alábbiak szerint változott:
| Lakosok száma | 749  | 762  | 757  | 718  | 703  | 652  | 625  | 571  | 534  | 525  |
|               | 2001 | 2004 | 2006 | 2009 | 2011 | 2014 | 2016 | 2019 | 2021 | 2024 |